# Schwarz-Gelb Unna
Schwarz-Gelb Unna (offiziell: Spiel- und Sportverein Schwarz-Gelb Unna 07 e. V.) war ein Sportverein aus Unna. Die erste Fußballmannschaft spielte ein Jahr in der höchsten westfälischen Amateurliga.

## Geschichte
Der Verein entstand im Jahre 1907 als Abspaltung vom im Jahre 1867 gegründeten Turnverein Unna. Anfangs war Schwarz-Gelb ein reiner Fußballverein. Später kamen die Abteilungen Handball und Leichtathletik hinzu.

### Fußball
Sportlich stand die Mannschaft zunächst im Schatten des Lokalrivalen SC Unna 08, der in den frühen 1930er Jahren zeitweilig erstklassig spielte. 1950 wendete sich das Blatt, als die Schwarz-Gelben in die neu geschaffene 2. Landesliga Westfalen aufstieg. Nach Auflösung der Liga im Jahre 1952 mussten die Unnaer als Tabellenletzter in die Bezirksklasse zurück. Drei Jahre später gelang der Aufstieg in die Landesliga, die seinerzeit die höchste Amateurliga Westfalens war. Als Tabellenletzter der Saison 1955/56 verpasste Schwarz-Gelb die neu geschaffene Verbandsliga um Längen, blieb aber Landesligist. Ein Jahr später wurden die Unnaer erneut Tabellenletzter und kehrten in die Bezirksklasse zurück. Im Jahre 1960 gelang der Wiederaufstieg, doch auch dieses Mal folgte der prompte Abstieg als Tabellenletzter. Erst nach dem dritten Landesligaaufstieg im Jahre 1967 gelang der Klassenerhalt, wenngleich es zwei Jahre später wieder hinunterging.

### Leichtathletik
Heinrich Fröhling wurde bei den deutschen Leichtathletik-Meisterschaften 1959, 1962 und 1963 jeweils Dritter im Dreisprung. Fritz Hannig wurde 1950 deutscher Jugendmeister im 400-Meter-Lauf.

## Nachfolgeverein Rot-Weiß Unna
Am 1. Juli 1970 fusionierte Schwarz-Gelb Unna mit dem SC Unna 08 zu Rot-Weiß Unna.  Der SC Unna 08 wurde im Jahre 1908 gegründet und spielte von 1930 bis 1933 in der erstklassigen Bezirksliga Westfalen. In der Saison 1931/32 wurde die Mannschaft Vizemeister der Gruppe Ost hinter der Hammer SpVg. Danach spielten die Unnaer noch vier Jahre in der zweitklassigen Bezirksklasse. Nach dem Ende des Zweiten Weltkriegs kam der Club nicht über die Bezirksklasse hinaus. Größter Erfolg in der Nachkriegszeit war die Vizemeisterschaft hinter dem VfL Kamen im Jahre 1958.
Rot-Weiß Unna startete in der Bezirksliga und stieg auf Anhieb in die Landesliga auf. 1978 wurden die Rot-Weißen Vizemeister hinter Teutonia Lippstadt und stiegen die Verbandsliga auf. Nach vielen Jahren im Mittelfeld stiegen die Unnaer 1987 ab, kehrten aber auf Anhieb zurück. Größter sportlicher Erfolg war der sechste Platz in der Saison 1990/91. Ein Jahr später stiegen die Rot-Weißen erneut ab, ehe drei Abstiege in fünf Jahren den Club 1999 in die Kreisliga B führte. Zwischenzeitlich in die Kreisliga A zurückgekehrt stürzte die Mannschaft 2011 bis in die Kreisliga C, die untersten Spielklasse ab.
Nach zwei Aufstiegen in Folge spielte Rot-Weiß seit 2015 in der Kreisliga A. Zwei Jahre später gelang unter kuriosen Umständen der Aufstieg in die Bezirksliga. Die zweite Mannschaft der Rot-Weißen wurde als Aufsteiger Meister seiner Staffel und gewann das Entscheidungsspiel um die Kreismeisterschaft und den direkten Aufstieg gegen den PSV Bork mit 3:1 nach Verlängerung. 2019 mussten die Mannschaft die Bezirksliga wieder nach unten verlassen. 2025 wurden die Unnaer Meister ihrer Staffel. Zunächst verloren die Rot-Weißen das Endspiel um die Kreismeisterschaft gegen den TuS Wiescherhöfen, stiegen dann aber nach gewonnener Relegation gegen Eintracht Erle auf.
Rot-Weiß Unna brachte mit Hartmut Fromm, Peter Peschel und Giuseppe Reina drei Bundesligaspieler hervor. Mit Guido Silberbach war ein Ex-Profi für Rot-Weiß Unna aktiv. Unter dem Dach von Rot-Weiß Unna spielt das Futsalteam CF Deportivo Unna.